# Ryōsuke Iwasa
Ryōsuke Iwasa (jap. 岩佐 亮佑, Iwasa Ryōsuke; * 26. Dezember 1989 in Kashiwa, Präfektur Chiba, Japan) ist ein japanischer Boxer im Superbantamgewicht und aktueller Weltmeister des Verbandes IBF.

## Profikarriere
Iwasa begann seine Karriere bei den Profis im Jahre 2008 erfolgreich mit einem Sieg über seinen Landsmann Shinya Takahashi in einem auf 6 Runden angesetzten Fight durch technischen Knockout in Runde 5. Es folgten sieben weitere Siege. Im März 2011 musste der Rechtsausleger seine erste Niederlage hinnehmen; er verlor um den japanischen Meistertitel gegen Shinsuke Yamanaka durch T.K.o. in Runde 10. Im November desselben Jahres boxte Iwasa gegen Jerope Mercado erneut um den „diesmal vakant gewordenen japanischen Gürtel“ und siegte nach 10 Runden einstimmig nach Punkten.
Im Jahr 2013 errang er den OPBF-Titel, als er in einem auf 12 Runden angesetzten Gefecht Hiroki Shiino in Runde 5 durch T.K.o. bezwang. Durch Mehrheitsentscheidung verteidigte er diesen Gürtel im darauffolgenden Jahr gegen Richard Pumicpic.
Gegen den Briten Lee Haskins trat Iwasa im Bantamgewicht im Sommer 2015 um den Interims-Weltmeister-Titel der IBF an und musste seine zweite Pleite einstecken.
Am 13. September im Jahre 2017 traf Iwawa auf seinen Landsmann Yukinori Oguni. In diesem Kampf ging es um den IBF-Weltmeisterschafts-Titel. Iwasa siegte durch technischen K. o. in der 6. Runde und wurde somit Weltmeister.